# 肺

橫隔膜幫助呼吸

肺是陆生动物和许多水生/半水生动物的呼吸系统中最关键的一个器官，用来与空气直接进行气体交换获得细胞呼吸必需的氧气。所有的四足类脊椎动物 （两栖类、爬行动物、鸟类和哺乳类）以及少数一些两栖鱼类（如肺鱼和腕鳍鱼）都拥有肺，而一些陆生无脊椎动物则拥有与脊椎动物肺脏不同源但同功的呼吸器官，因此也以“肺”来命名，比如绝大多数蛛形纲节肢动物（蜘蛛、鞭蛛和蝎子）的书肺和肺螺类腹足软体动物（蜗牛和蛞蝓）的外套膜肺。这里主要讨论脊椎动物（特别是包括人类在内的哺乳动物）的肺。
肺的主要功能是提供一个让空气直接与血管壁接触互动的生物界面，使得空气中呈游离态的氧气可以扩散进入血管并溶解在血液中然后通过循环系统输送到身体各处满足各处组织的代谢需求，同时反向将代谢后产生的二氧化碳从血液中渗除并排出到大气中——即生理学定义上的“呼吸”（respiration）过程。当空气通过口、鼻等身体孔口被进入呼吸道后，会通过气管和逐渐分化的支气管与细支气管最终到达肺泡，而肺泡和末梢小支气管的上皮细胞构建了成千上万个微小薄壁泡囊。这些总表面积巨大的泡囊周边密布毛细血管，从肺动脉流入的贫氧血液会在这里进行换气，在补充氧气并排掉二氧化碳后，通过肺静脉返回心脏。而换气后的空气则随后被反向呼出体外，身体随后开始下一轮的呼吸循环。
脊椎动物的肺通过气管和喉部在咽部（喉咽）与消化道相连，然后通过口鼻与外部大气相通。肺是成对器官，分左右两个位于心脏两侧，之间是由心包、大血管、胸腺和食道组成的纵隔以及前凸于后端肋骨的脊柱。纵隔两侧是由胸膜包裹肺形成、外有肋廓保护的左右胸膜腔，是一个正常情况下只含有少量润滑性浆液（胸膜液）的潜在空间。绝大多数四足类都拥有横隔将体腔分隔出专门容纳心肺的胸腔，但只有哺乳类的横隔发展成了拥有横纹肌可以自主收缩参与呼吸的横膈膜。空气的吸入与呼出（即通俗意义上的呼吸，也称“喘气”）由横膈膜和肋间肌——统称呼吸肌——联合驱动，呼吸肌收缩时会阔大胸腔的体积，使得胸膜腔内产生负压从而带动具有弹性的肺泡一同扩大体积，气道内的压强因而也降到低于大气压并产生压强梯度力将外部的空气吸入；呼吸肌放松时，肺部会因为肺泡自身的组织弹性和表面张力而发生自主塌缩，产生高于外部气压的气道压强将空气呼出。在特殊需要时（比如缺氧必须深呼吸，或需要用咳嗽排除异物），身体其它部位的骨骼肌（比如腹肌和颈部肌肉，甚至属于上肢的胸肌）也可以被紧急调动来提供额外的力量辅助呼吸肌完成呼吸。这种肺如同气球般胀缩通气的呼吸方式也称作潮汐呼吸（tidal breathing），在末梢的肺泡中通常会残留有一定的功能余气量，使得每次吸入新鲜空气其实都是在稀释上次呼吸剩下的废气。
四足类动物的肺在演化学上与辐鳍鱼用来调节浮力的鳔同源，源自于早期硬骨鱼类在食道前端与咽部交界处凸出的一个憩室，算是一种特化的肠道呼吸器官。在早期的四足动物中，空气是由腮部和咽部肌肉通过类似气泵的方式“挤”进气道，现今的两栖动物和一些较基群的爬行动物还部分保持着这种“咽气”而不是吸气的呼吸方式。绝大多数羊膜动物则都使用由肋间肌拉开肋廓驱动进气的呼吸方式，其中主龙类的鳄类和鸟类则依赖一种特殊的气囊结构配合类似特斯拉阀的气道隆起来提供空气的单向流动，每波吸入的空气会经历两轮呼吸——第一轮吸气时空气先通过主支气管进入气道末端的气囊，然后呼气时气囊如同风箱一般将空气泵向真正参与气体交换的旁支气管（parabronchus）内，在下一轮吸气时进入接近主气管的辅助气囊内，第二轮呼气时再排出体外。鳄类的横隔还参与呼吸，但完全依赖连接耻骨的腹肌（也称作“隔膜肌”，但与真正的横膈膜只是趋同演化关系）拉动与横隔相连的肝脏下沉来达到扩大胸腔的功能，同时还可借此调整肺的位置并改变在水中的浮力和静力平衡；鸟类的横隔则干脆完全刚化，只依赖胸腔内气囊的收放驱动肺内气流，其骨骼也大规模气腔化减重来降低运动代谢成本 ，同时单向呼吸还能达到一定风冷的效果来避免高热。只有哺乳动物的呼吸是主要由横膈膜自主收缩（腹式呼吸）完成，肋间肌在平时基本上处于放松状态，只产生少量进气的浅呼吸。相比其它脊椎动物的潮汐呼吸，主龙类单向呼吸的气体交换效率更高，这也使得早期主龙类（伪鳄、恐龙和翼龙）在三叠纪较缺氧（摩尔浓度只有12～15％，约现今水平的60～70％；相比之下之前的二叠纪则达到30％，即现今水平的143％）的大气环境下得以迅速辐射并演替掉之前占据优势生态位的兽孔目合弓类动物（哺乳类的祖先）成为几乎整个中生代的霸主，直到白垩纪末大灭绝导致所有超过25（55磅）的陆地动物无差别集体灭绝后后才轮到幸存后繁盛的哺乳动物将其取代。
肺是上述陆生动物生命得以延续的关键器官，临床医学上急救常用的步骤记忆术缩写“ABC”（即“Airway, Breathing, Circulation”，意思是“气道、呼吸、循环”）中的前两个也都与肺的功能有关。与肺相关的英语医学术语通常都以pulmo-作为词根，源自于拉丁语pulmonarius，意为“肺部的”；或者以pneumo-作为词根，源于希腊语πνεύμων，意思为“肺”。

## 人类的肺臟
從外界空氣中吸入氧，使氧氣進入肺部血液，再運輸到身體各部份使用。另一方面，肺部血液裏的二氧化碳則滲透到氣泡裏，再排出體外。
人的肺臟位於胸腔當中，共有五片肺葉，右肺寬而短，為三片肺葉，左肺窄而長，為兩片肺葉。左肺葉被斜裂分成上葉和下葉，右肺葉被水平裂分成上葉、中葉、下葉，其中右中葉較其他四葉來的小。兩肺之間有心臟和大血管、氣管、食道等器官。肺的下面被膈與腹腔臟器隔開。左肺上叶下部有一小舌（lingula，或称舌叶），为右肺中叶的同源组织。
肺外有漿膜（即臟層胸膜）。

## 結構

### 胸膜
包圍著肺部外圍有一層漿膜，稱為胸膜，而胸膜可分為兩層，第一層為壁胸膜（pariental pleura，於胸腔內壁），第二層為脏胸膜（visceral pleura）。壁層胸膜黏附在肋骨、胸骨、肋軟骨、肋間內肌及橫膈膜上，而臟層胸膜則是黏附在肺部表面。
位於臟層與壁層胸膜之間的空腔，稱為胸膜腔。胸膜腔內含有胸膜间皮细胞分泌的潤滑液，可减少呼吸時肺与胸壁相对运动造成的摩擦。

### 肺部

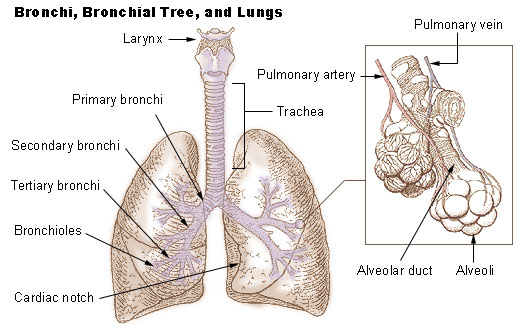
图示人的气管、支气管树、肺，以及肺泡、肺泡管特写图

肺部主要由支氣管、小支氣管、肺泡管及肺泡所組成；位於胸腔內，左右雙肺由左右支氣管連接於氣管，肺部和胸壁肌肉層之間有薄薄的胸膜隔開。肺動脈的主要功能是把靜脈的血液送進肺部，之後到達肺泡壁上構成微血網，接著與肺泡進行氣體交換，最後從肺靜脈將帶氧的血液送回心臟；每個肺部都有兩條肺靜脈及成千上萬的微血管。
肺臟外觀上較寬廣的部分在下方，稱為肺底（base），而狹窄的頂部稱為肺頂（cupula）或肺尖（apex）。肺臟之肺葉（lobe）再分為肺節（segment），肺節內再分為許多肺小葉（lobule），肺小葉內由肺泡管（alveolar ducts）組成，肺泡管內有許多肺泡囊及肺泡圍繞。

### 橫膈肌
橫膈肌位於胸腔和腹腔之間，為分隔胸腔及腹腔的圓頂形肌肉，構成胸腔底部及腹腔頂部；橫膈肌、肋間肌和一些頸部的肌肉能幫助呼吸運動，又稱為呼吸肌。

### 肺泡
肺泡壁表層的細胞有兩類：
1. 第一型肺泡細胞（type I alveolar cell），又稱鱗狀肺泡上皮細胞，或稱小肺泡細胞，佔肺部總表面積95%以上。主要形成肺泡壁之連續內襯，上面分布許多微血管，總面積有75平方公尺，可以讓大量氣體進行交換。
2. 第二型肺泡細胞（type Ⅱ alveolar cell），又稱中隔細胞。可分泌表面張力素（surfactant），而此化合物的功能是防止肺泡塌陷，深呼吸時增加分泌，使肺的順應性增加，讓肺更容易擴張。

舉例：新生兒若因此細胞發育未成熟，則常引發呼吸窘迫症群（respiratory distress syndrome, RDS）。

## 生理功能
1. 交換氣體：肺之構造單元是肺小葉，有三億個小氣囊，稱為肺泡（alveoli）。每個肺泡約直徑0.3毫米（mm），總載面積約有50~100平方公尺，有利氣體進行交換。
2. 防止肺泡塌陷
3. 過濾：肺部還有巨噬細胞或稱做塵細胞（dust cell），可將外物分解。

## 肺容量
- 潮气量（tidal volume，简称TV）：在平静呼吸时每次吸入或呼出的气量；
- 补吸气量（inspiratory reserve volume，简称IRV）：平静吸气后再用力吸气所能吸入的最大气量；
- 补呼气量（expiratory reserve volume，简称ERV）：平静呼气后在用力呼气所能呼出的最大气量；
- 余气量（residual volume，简称RV）：最大呼气后肺内还剩余的气量；此部分无法由呼吸量测定器测得；
- 肺活量（vital capacity，简称VC）：最大吸气后做最大呼气所能呼出的最大气量（VC=TV+IRV+ERV）；
- 深吸气量（inspiratory capacity，简称IC）：平静呼气后所能吸入的最大气量（IC=TV+IRV）；
- 功能余气量（functional residual capacity，简称FRC）：平静呼气后肺所含气量（FRC=RV+ERV；FRC=TLC-IRV-TV）；
- 肺总量（total lung capacity，简称TLC）：深吸气后肺内所含的气量（TLC=IRV+TV+ERV+RV）。

## 相關疾病

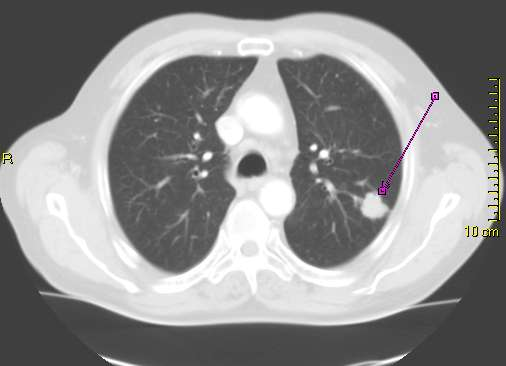
胸部计算机断层扫描发现的左肺癌变

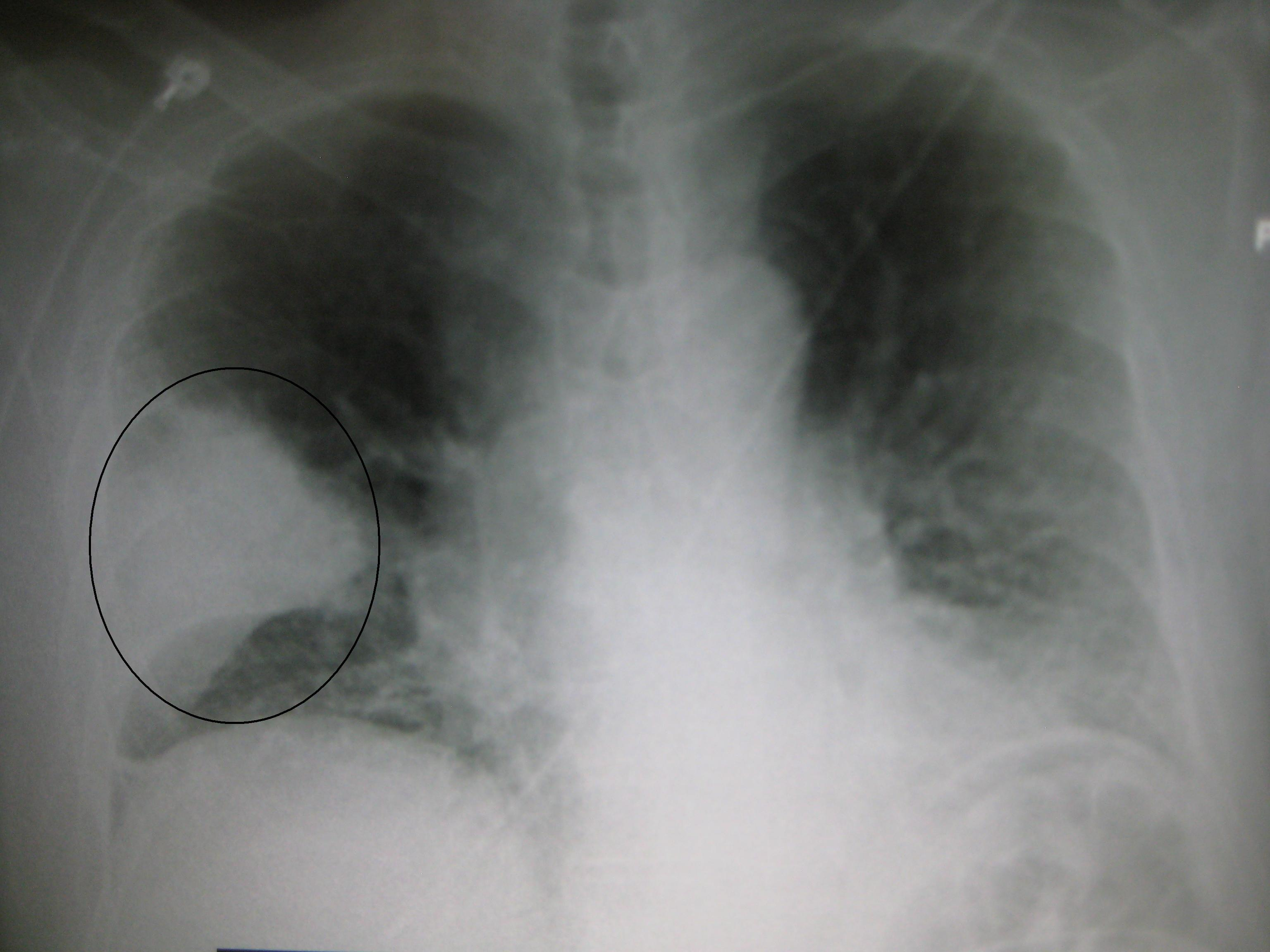
胸部X光所展示的右肺中叶的白色楔状实变，此为细菌性肺炎的特点

肺部结节和病变是胸腔医学和影像诊断学的主要诊断和治疗目標之一，可能為肺癌、肺結核等疾病的前兆，
必要時應定期追蹤或低劑量電腦斷層判斷。一些肺部結節为良性肿瘤，透過药物醫治也有可能會自行消除；另一些则是恶性，需要胸外科进行手术切除以及肿瘤科的放射疗法、化学疗法或免疫疗法介入。

### 肺癌
肺癌指的是肺部组织内细胞生长失去控制的疾病。这种细胞生长可能会造成转移，就是侵入相邻的组织和渗透到肺部以外。绝大多数肺癌是肺部恶性上皮细胞肿瘤，由上皮细胞病变而造成。肺癌是造成男性和女性癌症相关死亡的最主要原因。全球每年有130万人死于肺癌。最常见的症状包括呼吸急促，咳嗽（咳血），和体重减轻。
肺癌主要分为小细胞肺癌和非小细胞肺癌。这个区别对采取不同治疗手段有非常重要意义。非小细胞肺癌是通过肺癌手术；而小细胞肺癌常常对化疗和放疗的反应比较好。肺癌最常见的原因是长期吸烟。不吸烟者，占肺癌患者的15%，患病的主要原因包括基因、氡气、石棉、空气污染（包括二手烟）。
肺癌可以在胸部摄影（CR）和X射线断层成像（CT）上看到。诊断通过活体组织切片确认，通常通过纤维支气管镜或CT做活组织检查。治疗和预后方案基于癌症的组织学类型，癌症阶段，和病人状况。可能的治疗方案有手术，化疗，放疗。

### 肺炎
肺炎是指肺部的肺泡出现發炎的症狀。肺炎可以發生在任何年齡層的人身上，但以年幼及年長者、以及患有免疫力缺乏症或免疫系統比較差的人屬於高危患者，他們比較容易發病。而對於其他人，他們身體本身的免疫系統已有能力對抗輕微的感染。一般情況都會向病人處方抗生素來治療。若病況嚴重，可以致命。

## 呼吸以外的功能
肺除了呼吸以外，還有以下的功能：
- 藉由調整二氧化碳的分壓，可以調整血液的pH值。
- 濾掉静脉中形成的小血栓。
- 濾掉静脉中的微小氣泡，例如在潜水後減壓（英语：decompression (diving)）形成的氣泡[來源請求]。
- 調整血液中生物物質及藥物的濃度。
- 利用血管緊張素Ⅰ轉化酶，將血管緊張素I轉換為血管緊張素。
- 保護心臟，吸收衝擊時的震動。
- 支气管會分泌免疫球蛋白-A，是一種抗体，可以避免呼吸道感染。
- 藉由分泌含有抗菌化合物的粘液，保持無菌狀態[23]。粘液中含有糖蛋白，像黏蛋白、乳铁蛋白[24]、溶菌酶、乳過氧化物（英语：lactoperoxidase）[25][26]。其中也含有上皮双氧化酶2（英语：Dual oxidase 2）[27][28]。

- 造血功能: 根據2017年發表在《Nature》的研究指出，肺臟是人體生產血小板的主要場所之一，占了超過人體總量的50%。除此之外，研究者还在肺中发现了可以造血的祖细胞，因此肺还可能拥有造血的功能[29]。

## 其他動物的肺臟
- 爬蟲類動物的肺像一個大氣泡（bellows）一樣;
- 鳥類的肺又名“循環肺”，没有肺泡而是使用旁支气管（parabronchus）进行气体交换，呼吸时用两个辅助气囊驱动空气在肺中单向流动，是陆生动物中最为高效的呼吸系统；
- 肺鱼的肺由鳔演化而来，在水中则用鰓呼吸。演化史上四足类的肺是由肉鳍鱼类祖先的鱼鳔演化而来。
- 两栖类的幼体（蝌蚪）仍保留鳃呼吸，成体长成后鳃消失才以肺和皮肤进行呼吸。

## 外部連結
- 解剖學（Anatomy）-throacic（胸腔）-肺臟（lung）分葉 （页面存档备份，存于）
- 解剖學（Anatomy）-throacic（胸腔）-airway（氣道）分級 （页面存档备份，存于）